# На смерть Кліо
«На смерть Кліо»: поезії, переклади — друга поетична збірка українського письменника Анатолія Дністрового (ІІ премія видавництва "Смолоскип", 1997), що складається з силабо-тонічних та вільних віршів. 
Ранні поетичні твори Анатолія Дністрового близькі до неоекспресіоністської поетики. Збірку відкриває передмова Юрія Бедрика "Наприкінці механічного часу, або ж Перша спроба зрозуміти Анатолія Дністрового поза контекстом його покоління", в якій було вперше сформульовано особливості поетики та поетичного світобачення письменника. Що характерно, в цій передмові Юрій Бедрик передбачив парадоксальну дихотомічність прозового та поетичного корпусів у творчості Дністрового: динамічна, гостросюжетна, соціально-психологічна, інколи навіть епатажно-агресивна поетика прози (романи "Пацики", "Тибет на восьмому поверсі") і навпаки - метафізично-абстрактна і філософська ліричність у поезії.
З поетичного доробку Дністрового саме в книзі "На смерть Кліо" вперше з’являється циклізація (цикли "Строфи самозбереження", "Вечірні хорали"), чого не було у першій збірці "Проповідь до магми" і що навпаки посилиться в наступних поетичних книгах Дністрового (цикл "Смерть св. Юрія" із книги "Жовта імла", "цикл "Перший автомобіль у Тернополі" із книги "Покинуті міста"). Це дасть нагоду авторові вийти згодом на панорамне поемне мислення (поеми "Слово про життя людини", "Слово про життя людини II", "Вічні катари").
До книги увійшли також переклади поетичних творів Вітезслава Незвала, Гергарда Фріча, Пауля Целяна, Германа Броха, Алеся Разанова, Готфріда Бенна. 

## Рецензія
Євген Баран. Анатолій Дністровий: між страхом і вірою // Кальміюс, Число 1-2 (9-10) 2000: https://web.archive.org/web/20101124103633/http://www.kalmiyus.h1.ru/nomer4/recenz/baran1.shtml